# 前田佳美
前田 佳美（まえだ よしみ、1991年1月19日 - ）は、日本の女性ファッションモデル。所属事務所はシンフォニアから『ネクストサティスファクション』に移籍し、芸名も前田よしみとする。

## 人物
趣味は、ショッピング、ネイルアート。楽しいことをすることが大好きで、普段から人を笑顔に出来る人になれるように心掛けている。

## 出演

### テレビ
- オッチモ!（関西テレビ）
- 鉄筋base（関西テレビ）
- ビーバップ!ハイヒール（朝日放送）
- 今ちゃんの「実は…」（朝日放送）
- チュー'sDAYコミックス 侍チュート!（毎日放送）
- 奇跡体験!アンビリバボー（フジテレビ）
- 知っとこ!（毎日放送）

### モデル
スチール
- 神戸レタス（マキシム）
- ベルメゾン（千趣会）
- Nissen
- MISAWA CO.,LTD

### 雑誌
- BLENDA（角川春樹事務所）

### その他
- Girls Award by CROOZ blog 2011 SPRING/SUMMER  - Cinderella Girl Audtion ファイナリスト